# Campeonato Mundial de Ciclismo BMX de 2023
O XXVIII Campeonato Mundial de Ciclismo BMX celebrou-se em Glasgow (Reino Unido) entre 6 e 13 de agosto de 2023, baixo a organização da União Ciclista Internacional (UCI) e a Federação Britânica de Ciclismo.
As competições realizaram-se no Centro de BMX de Glasgow. 

## Resultados

### Masculino
| Evento          | Ouro                            | Prata                           | Bronze                         |
| --------------- | ------------------------------- | ------------------------------- | ------------------------------ |
| Corrida (13.08) | Romain Mahieu · França · 33,189 | Arthur Pilard · França · 33,331 | Joris Daudet · França · 33,543 |

### Feminino
| Evento          | Ouro                                    | Prata                                   | Bronze                                    |
| --------------- | --------------------------------------- | --------------------------------------- | ----------------------------------------- |
| Corrida (13.08) | Bethany Shriever · Reino Unido · 36,577 | Laura Smulders · Países Baixos · 36,957 | Alise Willoughby · Estados Unidos · 37336 |

## Medalheiro
| País           | Ouro | Prata | Bronze |   |
| -------------- | ---- | ----- | ------ | - |
| França         | 1    | 1     | 1      | 3 |
| Reino Unido    | 1    | 0     | 0      | 1 |
| Países Baixos  | 0    | 1     | 0      | 1 |
| Estados Unidos | 0    | 0     | 1      | 1 |
| TOTAL          | 2    | 2     | 2      | 6 |